# Ramón Hernández
Ramón Hernández Cruz (* 16. Juli 1972 in San Juan) ist ein puerto-ricanischer Beachvolleyballspieler.

## Karriere
Hernández spielte seine ersten internationalen Turniere von 1994 bis 1996 mit Enrique Lopez. Er trat dabei dreimal zum Open-Turnier in Carolina sowie 1995 in Hermosa Beach an und erzielte als bestes Ergebnis einen 17. Platz.
2003 bildete er ein neues Duo mit Raúl Papaleo. Nach zwei erfolglosen Open-Turnieren zu Beginn kamen die beiden Puerto Ricaner beim Grand Slam in Berlin auf den 25. Platz. Anschließend erreichten sie als Neunter der Stavanger Open erstmals die Top Ten auf der World Tour. Danach gewannen sie bei den Panamerikanischen Spielen in Santo Domingo die Bronzemedaille und qualifizierten sich für die Weltmeisterschaft in Rio de Janeiro. Dort erreichten sie mit Siegen gegen das US-Duo Rogers/Scott und die Niederländer Backer/Boersma als Gruppenzweite die erste Hauptrunde, in der ihnen ein weiterer Sieg gelang. Erst im Achtelfinale mussten sich Papaleo/Hernández den Schweizer Laciga-Brüdern geschlagen geben, so dass sie das Turnier auf dem neunten Rang beendeten.
2004 gelangen ihnen bei den Budva und Carolina Open die nächsten Top-Ten-Ergebnisse. Danach wurden sie 13. in Gstaad und kamen bei einigen weiteren Turnieren auf den 17. Rang. Außerdem nahmen sie an den Olympischen Spielen 2004 in Athen teil. In der Vorrunde verloren sie nach der Niederlage gegen das deutsche Duo Dieckmann/Reckermann die beiden anderen Gruppenspiele gegen die Schweden Berg/Dahl und die Norweger Kjemperud/Høidalen jeweils im Tiebreak. Daher mussten sie sich als Gruppenletzte nach der Vorrunde verabschieden.
Auf der World Tour 2005 waren zwei 17. Plätze bei den Shanghai Open und dem Grand Slam in Klagenfurt ihre besten Resultate. Bei der WM in Berlin konnten Papaleo/Hernández das erste Spiel gegen die Deutschen Krug/Urbatzka noch gewinnen; danach unterlagen sie allerdings den Brasilianern Harley/Benjamin und schieden in der Verliererrunde gegen die Norweger Gøranson/Engvik aus.